# Pier Paolo Portinaro
Pier Paolo Portinaro (Torino, 11 ottobre 1953) è un filosofo italiano.
Professore ordinario di Filosofia politica presso la Facoltà di Lettere e Filosofia dell'Università degli Studi di Torino, è membro dell'Accademia delle Scienze di Torino e fellow della Fondazione Luigi Einaudi di Torino della quale è stato borsista nel 1978.
Allievo di Norberto Bobbio, borsista della Fondazione Luigi Einaudi a Torino e della Alexander von Humboldt-Stiftung a Bonn, ha insegnato Scienza politica presso il Seminar für wissenschaftliche Politik dell'Università di Friburgo in Brisgovia e Sociologia presso l'istituto di sociologia dell'Università di Magonza.
Ha curato e presentato al pubblico italiano numerose opere di Kant, Hans Jonas, Günther Anders; è autore di varie pubblicazioni sulla scia del realismo politico, sul liberalismo europeo e sul rapporto tra diritto, politica e giustizia della giustizia penale internazionale.
Insegna per la classe di Scienze Sociali all'Istituto Universitario di Studi Superiori di Pavia. Nel 1992 è diventato professore associato di Filosofia politica presso l'ateneo torinese, nel 2001 ha ottenuto il ruolo di professore ordinario. All'Università degli Studi di Torino insegna inoltre presso la Scuola di Studi Superiori "Ferdinando Rossi".

## Opere
- La crisi dello jus publicum europaeum. Saggio su Carl Schmitt, Edizioni di Comunità, 1982
- Appropriazione, distribuzione, produzione. Materiali per una teoria del "nomos", Franco Angeli/Istituto di Scienze Politiche "G. Solari" Università di Torino, 1983
- Il terzo. Una figura del politico, Milano: Franco Angeli, 1986. D.II/d.240
- Max Weber. La democrazia come problema e la burocrazia come destino Milano: Franco Angeli, 1987
- L'agire responsabile. Lineamenti di etica filosofica, [con] Nunzio Galantino, Anna Molinaro, Palermo: Augustinus, 1991.
- Il potere in discussione. Lineamenti di filosofia della politica, [con] Giacomo Vaiarelli, Elena Guarnieri, Palermo: Augustinus, 1992
- La rondine, il topo e il castoro. Apologia del realismo politico, Marsilio, 1993
- Il realismo politico, Laterza, 1999
- Il principio responsabilità. Un'etica per la civiltà tecnologica, di Hans Jonas (a cura di P.P. Portinaro), Einaudi, 2002
- Il principio disperazione: tre studi su Günther Anders, Bollati Boringhieri, 2003
- Stato, Laterza, 2004
- Il labirinto delle istituzioni nella storia europea, Il Mulino, 2006
- Introduzione a Bobbio, Laterza, 2008
- Breviario di politica, Morcelliana, 2009
- I conti con il passato, Feltrinelli, 2011
- La giustizia introvabile. Lezioni di filosofia politica, Celid, 2012
- L'imperativo di uccidere. Genocidio e democidio nella storia, Laterza, 2017
- Le mani su Machiavelli. Una critica dell'«Italian Theory», Donzelli, 2018
- La filosofia politica e le scienze sociali dopo l'Olocausto, in Storia della Shoah - Dibattiti e riflessioni sulla Shoah, 6° volume, pp. 175-206, in Corriere della sera inchieste, Milano, UTET e Corsera, 2019, ISSN 2038-0852 (WC · ACNP).
- L'imperativo di uccidere. Genocidio e democidio nella storia, in Storia della Shoah - Dibattiti e riflessioni sulla Shoah, 16° volume, in Corriere della sera inchieste, Milano, UTET e Corsera, 2019, ISBN 977-20-380-8524-3.
- Breviario di politica, Morcelliana, 2021
- Il lessico del potere. L'arte di governo dall'antichità alla globalizzazione, Carocci, 2021